# Anoxycalyx joubini
Anoxycalyx joubini (Synonym: Scolymastra joubini) ist ein Riesenschwamm am Boden der antarktischen Ozeangebiete, der mit angenommenen über 10.000 Jahren das höchste Alter aller bekannten tierischen Organismen erreichen soll.

## Beschreibung
Wegen seines kegelförmigen Aussehens wird er im Englischen auch als volcano sponge bezeichnet, jedoch wird auch der Hornkieselschwamm Acarnus erithacus unter diesem Trivialnamen geführt. Die Farbe dieser Schwämme variiert von blassgelb bis weiß. Die Schwämme leben dauerhaft am Untergrund verankert. Ihr Innenskelett besteht aus sechsstrahligen amorphen Siliciumdioxidnadeln (Spicula, von lateinisch spiculum ‚kleine Spitze‘), die bis zu 90 % der Trockenmasse ausmachen. Ausgewachsene Schwämme können einen Durchmesser von einem Meter, eine Höhe von zwei Metern und eine Wanddicke im unteren Bereich von bis zu zehn Zentimetern einnehmen, sie sind die größten antarktischen Schwämme.

## Ernährung und Wachstum
Obgleich antarktische Gewässer für ihren Planktonreichtum bekannt sind, trifft das nur für den kurzen antarktischen Sommer und nicht einmal jedes Jahr zu, während die meiste Zeit zu wenig Plankton für die ständige Ernährung von Schwämmen vorhanden ist. Anoxycalyx joubini lebt daher wie einige andere Kaltwasserschwämme in Symbiose mit endosymbiotischen Bakterien (z. B. Pseudoalteromonas sp. TB41 der Alteromonadales) zusammen und ernährt sich hauptsächlich von Detritus.
Anoxycalyx joubini hat von allen Tierarten den geringsten Stoffwechsel und den geringsten Sauerstoffverbrauch. Innerhalb einer 50-jährigen Beobachtung einiger Schwämme auf verschiedenen künstlichen Substraten wurde während einer Zeitdauer von 22 Jahren kein Wachstum festgestellt, jedoch wuchsen Exemplare auf einigen dieser Substrate innerhalb weniger Jahre zu beachtlicher Größe heran. Mit diesen Wachstumsperioden korrelierte ein erhöhtes Angebot an Phytoplankton, welches durch die Drift von Eisbergen lokal konzentriert worden war.
1996 errechneten Thomas Brey und Susanne Gatti von der Polarstern-Expedition aufgrund der Messung des Sauerstoffverbrauches das Alter dieser Tiere auf 10.000 Jahre, nachdem der US-amerikanische Wissenschaftler Paul Dayton innerhalb von zehn Jahren kaum ein Wachstum festgestellt hatte.

## Verbreitung und Ökologie
Sein Verbreitungsgebiet ist der antarktische Benthos bis hin zu den Südlichen Shetlandinseln in einer Tiefe von 15 bis 441 Meter.
Symbiotische Bakterien der Pseudoalteromonas produzieren Antibiotika zum Schutz vor bakterieller Fremdbesiedelung (vor allem vor Burkholderia cepacia, ein natürlicherweise gegen viele Antibiotika resistentes Bakterium, welches auch ein für Menschen gefürchtetes Problempathogen darstellt).
Auch symbiotische Diatomeen (mindestens 15 Arten wurden bestimmt, darunter besonders häufig Melosira sp.) leben in den Schwämmen. Aggregate fallen als grün-bräunliche Flecken auf. Sie nutzen den Schwamm als Schutzraum sowie die durch Spicula einfallenden Lichtstrahlen und geben vermutlich Metabolite ab. Rasterelektronenmikroskopisch konnten Degenerationen der Schwämme auf Einwirkungen durch Diatomeen zurückgeführt werden.
Vor tierischen Fressfeinden schützt er sich wie viele andere Kaltwasserschwämme durch Einlagerung fettlöslicher giftiger Stoffwechselprodukte insbesondere in seinen äußeren Körperregionen sowie durch eingelagerte Skelettnadeln. Als lipophile Giftstoffe wurden 5α(H)-Cholestan-3-on und zwei Glycoceramide bestimmt. Hauptsächliche Fressfeinde für Anoxycalyx joubini sind Wirbellose des Benthos, darunter der Flohkrebs Cheirimedon femoratus (Pfeffer, 1888) und die Seesterne Acodontaster conspicuus und Odonaster valides. Auch die Hinterkiemerschnecke Doris kerguelenensis tritt als potenzieller Fressfeind auf.
Schwämme stellen am Boden antarktischer Ozeane aufgrund ihrer zahlreichen Hohlräume eine bedeutende Bereicherung der Umgebung dar, der Artenreichtum in ihrer Nähe ist hoch.

## Forschungsgeschichte
Anoxycalyx joubini wurde während einer französischen Antarktisexpedition in den Jahren 1908 bis 1910 unter der Leitung von Jean-Baptiste Charcot entdeckt. 1916 wurde er vom französischen Schwammspezialisten Émile Topsent unter dem Namen Scolymastra joubini erstmals beschrieben. Benannt wurde er nach Louis Joubin, einem Professor am Zoologischen Museum in Paris.